# Edgar Broughton Band
Edgar Broughton Band est un groupe britannique de rock psychédélique, originaire de Warwick, en Angleterre.

## Historique
Le groupe est à l'origine axé blues et initialement appelé The Edgar Broughton Blues Band, jouant à l'échelle locale aux alentours de sa ville natale, Warwick. Cependant, durant l'émergence de la musique psychédélique, le groupe retire le « Blues » et Victor Unitt quitte le groupe.
En 1968, le Edgar Broughton Band se délocalise à Notting Hill Gate, Londres, cherchant un contrat et un plus grand public, et finit par attirer l'intérêt de Blackhill Enterprises. Blackhill leur fait signer un contrat avec le label Harvest Records, propriété d'EMI Group en décembre 1968. Leur premier single est Evil/Death of an Electric Citizen, publié en juin 1969, leur premier chez Harvest. Il est suivi par le premier album d'Edgar Broughton Band, Wasa Wasa. Wasa Wasa retient un son encore blues, et propulse le style vocal d'Edgar Broughton, comparé à celui de Captain Beefheart et Howlin' Wolf.
En 1971, le groupe pense avoir son temps en tant que power trio et demande Victor Unitt, qui a joué au sein de The Pretty Things, de se joindre à eux. En mai, avec cette nouvelle formation, le groupe sort un quatrième album, qui contient Evening Over Rooftops. Edgar Broughton Band contient du heavy blues et quelques influences country .
En 1975, le groupe signe chez NEMS. La même année, John Thomas se joint au groupe à la guitare, sur le sixième album, Bandages.

## Membres
- Edgar Broughton - chant, guitare, basse, percussions (1968-1976, 1978-1982, 1989, 2006-2010)
- Steve Broughton - batterie, percussions, guitare, basse, claviers, chant (1968-1976, 1978-1982, 1989, 2006-2010)
- Arthur Grant - basse, guitare, claviers, percussions, chant (1968-1976, 1978-1982, 1989, 2006-2010)
- Victor Unitt - guitare, claviers, chant (1971-1973)
- Richard Moore - guitare, chant (1975)
- John Thomas - guitare, chant (1975-1976, 1979-1981)
- Terry Cottam - guitare, chant (1976)
- Tom Nordon - guitare, chant (1978-1982)
- Richard de Bastion - claviers, chant (1978-1981)
- Pete Tolson - guitare (1978-1979)
- Duncan Bridgeman - claviers (1981-1982)
- Dennis Haines - claviers, chant (1981-1982)
- Luke Broughton - claviers, guitare, chant (2006-2010)
- Bill Taylor - basse (1989)

## Discographie
- 1969 : Wasa Wasa
- 1970 : Sing Brother Sing
- 1971 : Edgar Broughton Band
- 1972 : Inside Out
- 1973 : Oora
- 1975 : Bandages
- 1979 : Parlez-Vous English? (The Broughtons)
- 1982 : Superchip